# 카와지리 마츠코
카와지리 마츠코(川尻 松子)는 소설과 소설을 원작으로 삼은 영화·드라마·연극 《혐오스런 마츠코의 일생》의 주인공이다. 제목 및 별명처럼 불행하다못해 끔찍한 삶을 보내고 비참하게 죽었다.

## 성격
누군가에게 사랑을 받길 원해 자신이 어찌되든 상관안하고 사랑을 아낌없이 주는 인물로 이는 아버지로부터 사랑을 제대로 받지 못한 후유증이다. 이 영향으로 자존감이 매우 낮아 대개 타인이 원하는 인물상으로 맞추고 살아가는데 직업 및 상대에 따라 같은 사람이 맞나 싶을 정도로 달라지는 편. 교사였을때는 현명한 신여성, 매춘부였을때는 요부, 가정적인 남자를 만났을때는 단아한 여성으로 연기를 한다.

## 일생
소설을 기준으로 작성되었다. 영화와는 세세한 내용을 빼면 큰 차이는 없다.
- 1947년 8월 2일 - 카와지리 일가의 장녀로 탄생. 그러나 아버지는 몸이 약한 쿠미에게만 신경을 써 마츠코는 어릴 때부터 마음의 병을 얻게 된다.

- 1970년 4월 - 오오카와 제 2 중학교 교사가 된다.  그 후 2학년 담임을 맡게 된다. 23세.

- 1970년 11월 - 당시 교장이였던 타도고로 후미오[2]와 같이 수학여행 사전 답사를 가게 되나 타도고로의 음모에 빠져 같은 방에 배정받아 강간당할 위기에 처한다. 그러나 임기응변으로 강간미수에 그쳤고 타도고로로부터 원한을 사게 된다.

- 1971년 5월 - 수학여행 도중 여관의 상점에서 현금 도난 사건이 발생한다. 범인인 류 요이치가 자수를 하질 않으려고해 마츠코가 대신 갚기로 결정. 그러나 현금이 부족해서 동료 교사의 지갑에 손을 대고 만다. 결국 교장의 음모에 의해 본인이 훔친 것으로 누명을 쓰고 근신처분을 받게 되고 류에게 자수해달라고 집까지 찾아와서 부탁을 했지만 류는 오히려 마츠코가 협박을 했다고 학교에 전화를 걸어버려 해임당하고 만다. 그날 가출하려는 자신을 말리는 동생 쿠미의 목을 순간적으로 조르고말고 어머니로부터 이별 통보를 하고 집에서 나간다.

- 1971년 8월 - 마츠코의 부친 츠네조는 뇌졸중으로 사망.

- 1971년 12월 - 경식당에서 서빙 알바를 하다 가게의 단골인 작가 아메카와 타츠야와 만나 동거하게 된다. 그러나 테츠야는 슬럼프에 빠져 작품이 안나오는 상태였고 마츠코가 생활비를 부담하고 있었는데 생활고끝에 아메카와는 폭력적으로 변해 마츠코를 폭행하기 시작한다. 마츠코는 처음엔 터키탕[3]「백야」에 취업하려고 했으나 거절당한다. 반년만에 남동생 노리오에게 연락을 해 돈을 얻게 되지만 아버지의 부고 소식과 함께 노리오로부터 가족으로서 연을 끊기게된다. 아메카와는 마츠코가 자기 때문에 가족에게 버려졌다는 이야기를 듣고 절망해 전철에 뛰어들어 자살한다.

- 1972년 5월 - 마츠코는 처음엔 아메카와를 따라 자살하려고 했으나 아메카와의 친구이자 편집장인 오카노 타케오로부터 구원을 받고 그의 정부가 된다. 편의점 아르바이트를 하면서 오카노와 관계를 계속 이어가던 마츠코는 약속을 어기고 그의 뒤를 밟아 오카노의 아내를 확인. 결국 아내에게 들켜버려 관계는 끝장나고 만다. 사실 오카노는 마츠코를 사랑하지 않았고 아메카와를 이겨보겠답시고 마츠코를 가지고 놀았던 것. 마츠코는 진실을 듣고 자살을 결심하지만 실패하고 만다. 대신 오카노로부터 몸이 좋았었다는 말을 기억해내 다시 「백야」로 가서 면접을 보게 되고 넘버 원이였던 매춘부 아야노의 지지를 받아 취업에 성공. 매춘부가 되었고 세 달 후에는 아야노를 제치고 넘버 원이 된다.

- 1973년 5월 - 백야는 영업 방침이 바뀌게 되고 매니저이자 마츠코의 재능을 개화시키는데 도움을 주었던 야쿠자 야카가와는 주인과 대판 싸우고 가게를 그만두게 된다. 아야노도 뒤를 따라 식당을 열고 싶다면서 그만두고 마츠코도 나이도 들고 20대와 대학생들에게 밀려 퇴물이 되던 찰나, 단골 손님인 오노데라 야스로부터 큰물에서 놀자는 제안을 듣고 백야를 그만두게 된다. 오노데라와 같이 오고토에 간 마츠코는 넘버 원은 되지 못했으나 백야에서 일하던 때보다 돈을 더 많이 벌었고 일이 너무 많아 오노데라에 의해 각성제에 손을 대게 된다. 백야를 떠나기 전 노리오에게 빌린 돈을 갚기 위해 고향으로 돌아왔으나 돌아가신 아버지의 일기장을 보고 마음이 흔들리고[4] 자신을 보고 반기던 쿠미와 올케 카와지리 에츠코를 내치고 도망치다.

- 1974년 1월 28일 - 오랜만에 아카기와 만나 아야노가 각성제에 중독된 내연남에게 살해당했다는 소식을 듣고 충격을 먹은 마츠코는 매춘을 그만두고 남은 돈으로 오노데라와 같이 식당을 열려고 했었다. 그러나 오노데라도 마츠코를 이용하려고 했을 뿐 돈을 애인과 각성제에 낭비하고 있었다. 오노데라는 마츠코에게 강제적으로 마약을 먹이려고 했으나 방어기제로 칼을 들었고 다툼 끝에 오노데라를 살해한다. 아카기는 이 시기에 홋카이도로 떠나 연락이 완전히 끊기고 만다.

- 1974년 1월 ??일 - 도망치던 마츠코는 아메카와 테츠야의 꿈을 쫓아 하수도에서 자살을 하려했으나 지나가던 미용사 시마즈 겐지로부터 구출을 받고 그와 동거를 하게 된다.

- 1974년 3월 - 마츠코는 살인사건으로 지명수배를 받았기에 두달후 그녀의 사진을 본 이웃으로부터 신고를 당해 마츠코는 체포당하고 살인 및 약물 혐의로 징역 8년을 선고받게 된다.

- 1974년 ~ 1978년 -  감옥에 있는 도중 레즈비언 부치 역할을 하던 사마무라 메구미와 친해지게 되고 시마즈 겐지와 같이 살아가겠다는 신념하에 마츠코는 모범수 생활을 하고 미용사로서 기술을 배운다.

- 1979년 경 -모범수 생활덕에 가석방 심리가 붙어지게 되지만 본인이 보증인으로 신청한 시마즈가 거절을 했고 충격을 받은 마츠코는 탈주를 감행하다가 실패. 가석방 취소가 되어 8년을 그대로 보내게 된다.

- 1982년 4월 - 형기를 마치고 출소한 마츠코는 시마즈를 잠시 보지만 이미 아내와 아이가 있었다는 것을 알고 뒤로한다. 감옥에 있었던 미용실과 이름이 같은 「아카네」[5]에 미용사로 취직해 일하기 시작했다. 그곳에서 AV 제작 회사의 사장 겸 임시로 배우로 일하게 된 메구미와 재회하게 되고 그녀의 전속 미용사가 되었으나 미용 컨테스트 출전 취소에 메구미에 대한 열등감으로 의욕을 잃게 된다.

- 1983년 5월 - 보스의 정부의 호위 및 운전사로서 미용실 「아카네」에 찾아온 류 요이치와 재회하게 된다. 서로 근간 있었던 일에 대해 이야기하고 류는 마츠코를 현재 살고 있는 아파트에 데려다주는데 수학여행의 현금 도난 사건의 진범임을 밝히고 심술로 마츠코를 몰아넣었음을 밝힌다. 마츠코또한 교장에게 강간미수를 당할 뻔했다는 것을 밝히고 서로 연인 관계가 된다. 이때부터 마츠코는 직장에 안나가기 시작한다.

- 1983년 7월 - 류는 마약에 중독되어있었고 마츠코에게 손찌검을 하고 사과하는 일을 반복한다. 결국 메구미와 트러블을 일으키면서 절교. 류는 마츠코를 위해서 손을 씻는 건 못할지언정 마약만큼은 끊기로 결심한다. 문제는 마약 밀매에 손을 떼면서 조직에게 쫓기기 시작해 일부러 경찰에게 체포당하기 위해 서로 마약에 손대 마츠코는 1년, 류는 4년동안 감옥에 갇히게 된다.

- 1984년 8월 - 출소한 마츠코는 미용실 「미타무라」에서 일하면서 류를 기다리게 된다. 가끔 류의 형무소에서 혼인신고서를 보내보지만 류는 마츠코에 대한 죄책감으로 본인의 서명란을 찢고 되돌려보낸다.

- 1987년 9월 - 출소한 류는 마츠코에 대한 속죄로 지역 선거에 출마했던 교장 타도고로를 살해하고 다시 감옥에 들어가게된다. 류의 소식을 뉴스로 보던 마츠코는 충격을 먹고 미용실을 그만두게 된다. 어린이 공원에서 놀던 여자아이에게 컵라면을 주나 아동 유괴 혐의로 조사를 받게 되고 무혐의로 풀려나게 되지만 집주인에게 쫓겨나게 된다. 그리고 고향 후쿠오카로 돌아가 8살인 쇼와 만나지만 노리오로부터 거부당하고 쿠미의 부고 소식을 듣게 된다.

- 1988년 1월 ~ 2001년 6월 - 고향과 비슷한 키타센 주 아리카와 현의 아파트 「히카리 아파트」에 이사. 이때부터 마츠코는 모든 사람들에게 마음을 닫고 세상과 등져버리게 된다. 와중에 외모 관리를 안해 살이 전보다 많이 쪘고[6] 근간 있었던 지인들에 대해 원망감을 내뿜으면서 환각과 우울증을 얻게 되어 밤마다 소리를 쳐 이웃들로부터 "혐오스런 마츠코"라는 별명을 얻고 배척당한다.

- 2001년 7월 9일 - 정신병원에 통원하는 중 메구미와 몇 넌만에 재회를 하나 도망가려고 한다. 마침 전속 미용사가 필요했던 메구미는 마츠코에게 명함을 쥐어주고 떠난다. 자격지심으로 명함을 던졌던 마츠코는 아파트로 돌아가나 다시 마음을 바꾸고 명함을 찾으러 공원에 가던 도중 그녀를 노숙자로 착각하던 대학생들에게 구타를 당해 사망한다. 향년 53세.

## 영화와 차이점
- 영화의 마츠코는 아버지와 같이 백화점의 유원지에 놀러갔을 때 개그맨이 웃기게 짓는 표정을 보고 아버지를 웃기게 하기 위해 엽기적인 표정을 짓는 버릇이 생겨났으나 원작에는 없는 설정.

- 영화에서는 류 요이치와 재회하고 미용실 아카네를 그만둔 것으로 나왔으나 원작에서는 상세하게 묘사되는데 미용사 컨테스트에 경력이 긴 미용사에게 밀려서 나가질 못해 크게 상실감을 느꼈고 남편도 있고 AV 사장으로서 주가가 오르던 메구미로부터 거리감을 느끼면서 의욕을 잃은 와중에 류가 찾아오면서 그만두게 되었다.

- 영화에서는 류에게 버림받아 폐인이 되고 난뒤 아이돌 히카루GENJI에게 빠지고 히카루 겐지로부터 팬레터를 쓰나 답장도 못받아 정신병까지 얻게 된 것으로 나왔으나 원작에서는 이미 류의 체포 소식으로 절망, 폐인 생활이 길어지면서 자신들을 버린 남자들과 가족들을 원망하면서 정신병을 얻게 되었다. 근간 프리터 생활을 하면서 취직 권유가 들어오면 바로 그만두고 직장을 바꾸는 식으로 생활했다고.

- 원작에서 마츠코를 때려죽인 범인들은 아직 만 18세가 안된 대학생이나 영화에서는 중학생으로 변경되었다.